# اکووس آتوموتیو
اکووس آتوموتیو (به انگلیسی: Equus Automotive) تأسیس ۲۰۰۸ در میشیگان نام یک کمپانی آمریکایی سازنده اتومبیلهای سوپر اسپرت است.
مهمترین محصول این شرکت خودروی اکووس بیس ۷۷۰ است که در سال ۲۰۱۴ در نمایشگاه اتومبیل دترویت از آن پرده برداری شد. این خودرو یادآور خودروهای عضلانی دهه شصت میلادی بوده و ۲۵۰٬۰۰۰ دلار قیمت داشته و ۶۴۰ اسب بخار دارد.